# Pfarrkirche St. Oswald ob Bad Kleinkirchheim

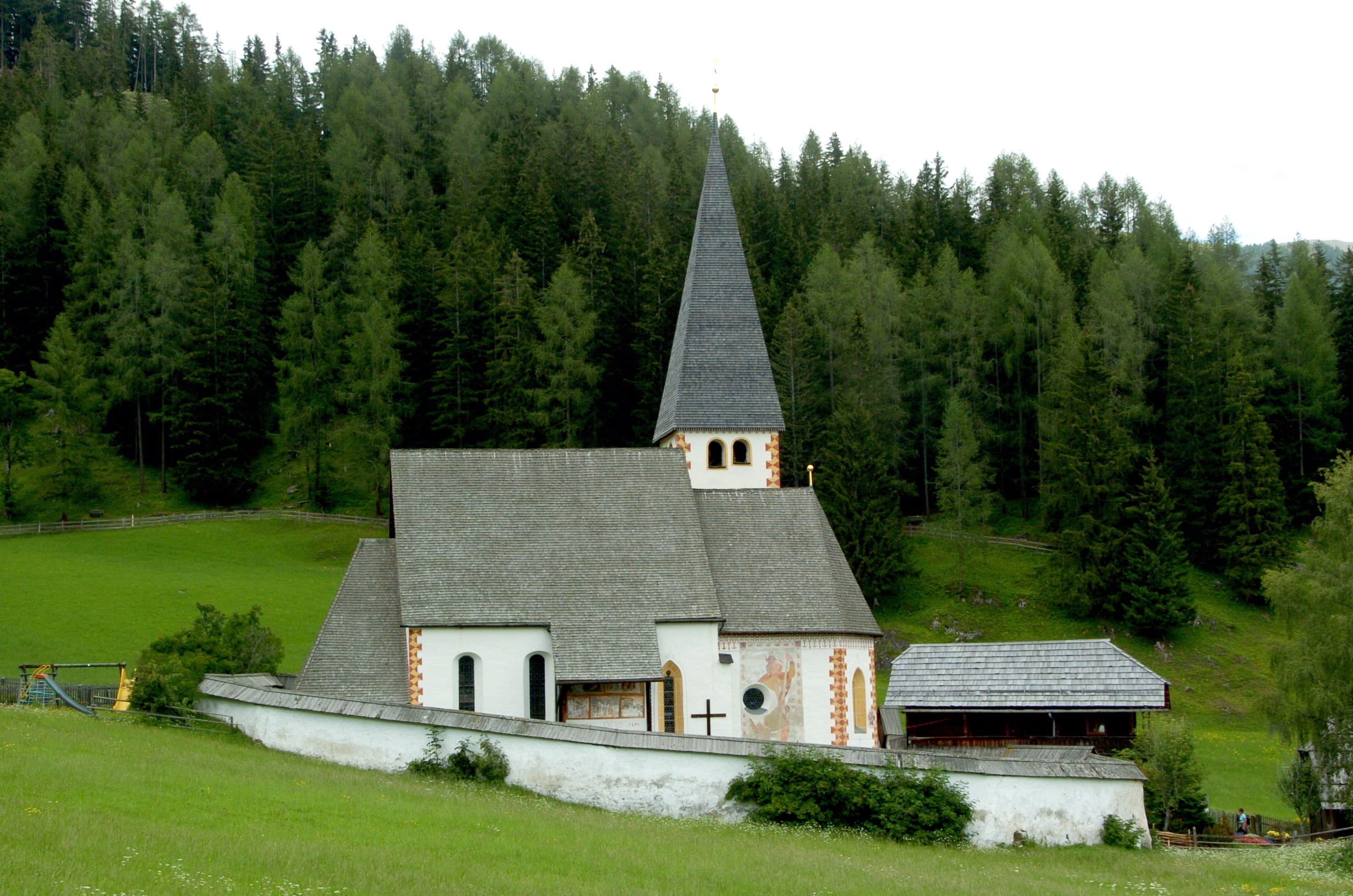

Die römisch-katholische Pfarrkirche St. Oswald steht in 1325 Meter Seehöhe in der Gemeinde Bad Kleinkirchheim, Kärnten, Österreich. Eine Kapelle in St. Oswald wurde erstmals 1197 erwähnt, eine Kirche 1267.

## Baubeschreibung
Das Gotteshaus ist eine kleine spätgotische Anlage vom Anfang des 16. Jahrhunderts. Die Kirche besteht aus einem vierjochigen Langhaus mit Lanzettfenstern mit dem originalen Maßwerk sowie einem etwas niedrigeren Chor mit einfachen Lanzettfenstern und einem gemalten Fries. Der Turm mit Mauerschlitzen und Biforienschallfenstern an der Nordseite wird von einem Pyramidendach bekrönt. Die älteste Glocke wurde 1440 gegossen. Das Christophorusfresko an der Südwand des Chores ist durch den Ausbruch eines Rundfensters gestört. Über dem spitzbogigen Südportal befindet sich ein Fresko von 1514 mit der Darstellung der Ölbergszene und der Kreuzigung. Es ist mit „das gemäld hat mahen lassen kaspar Wercker und Paul sein pruder“ bezeichnet. Die Fresken in der unteren Reihe mit der Wiedergabe der Kreuztragung, der Kreuzigung und der Auferstehung stammen aus dem 16. Jahrhundert. An der Westseite ist eine Vorlaube mit Pfeilern angebaut. Darin steht ein spätgotisches Weihwasserbecken. Alle Türen der Kirche besitzen spätgotische Beschläge und Schlösser.
Im Langhaus erhebt sich ein Netzrippengewölbe auf schlanken, polygonalen Wandpfeilern ohne Kapitelle. Die barocke Westempore trägt eine 1838 von Jakob Ladstätter gebaute Orgel. Die Chorbrüstung ist mit 1686 bezeichnet und weist gemalte Jesuitenporträts auf. Ein weit ausladender polygonaler Triumphbogen verbindet das Langhaus mit dem niedrigeren Chor. Im Chor ruht ein Netzrippengewölbe auf tief herabgezogenen, abgekragten Diensten.
1949 wurde in der Sakristei das Fresko eines Feiertagschristus aus dem 14. Jahrhundert freigelegt.

## Einrichtung
Der Hochaltar von 1678 besteht aus einer Säulenädikula mit gesprengtem Segmentgiebel als Aufsatz und akanthusverzierten Seitenteilen. Das Altarblatt zeigt den heiligen Oswald.
Am linken Seitenaltar sind die Heiligen Antonius von Padua und Leonhard, am rechten die Heiligen Valentin und Blasius dargestellt. Für die Antependien wurden Teile des ehemaligen Kanzelkorbs weiter verwendet.
Über dem Triumphbogen ist eine in der zweiten Hälfte des 15. Jahrhunderts geschnitzte Kreuzigungsgruppe angebracht. An der Westwand sind halbfigurige Jesuitenheilige aus der zweiten Hälfte des 17. Jahrhunderts aufgestellt.
Die Kirche besitzt drei Altarbehänge des einszenigen Typus aus der zweiten Hälfte des 18. Jahrhunderts: ein Weihnachtsbild, ein Passionsbild mit Christus am Ölberg und ein Osterbild mit der Auferstehung Christi.
Die Orgel aus 1837 stammt von Jakob Ladstätter, der als Lehrer und Orgelbauer tätig war. Diese Orgel mit fünf Registern wies ursprünglich ausschließlich Holzpfeifen auf.

## Trivia
Die Kirche ist im Film Immer die Radfahrer zu sehen.